# ولتجر ۱۷۹۵
سیارک ۱۷۹۵ (به انگلیسی: 1795 Woltjer، نامگذاری:4010P-L) هزار و هفتصد و نود و پنجمین سیارک کشف شده‌است که در ۲۴ سپتامبر ۱۹۶۰ کشف شد.
قدر مطلق سیارک برابر ۱۱٫۸۰ است.